# Miroslav Sýkora

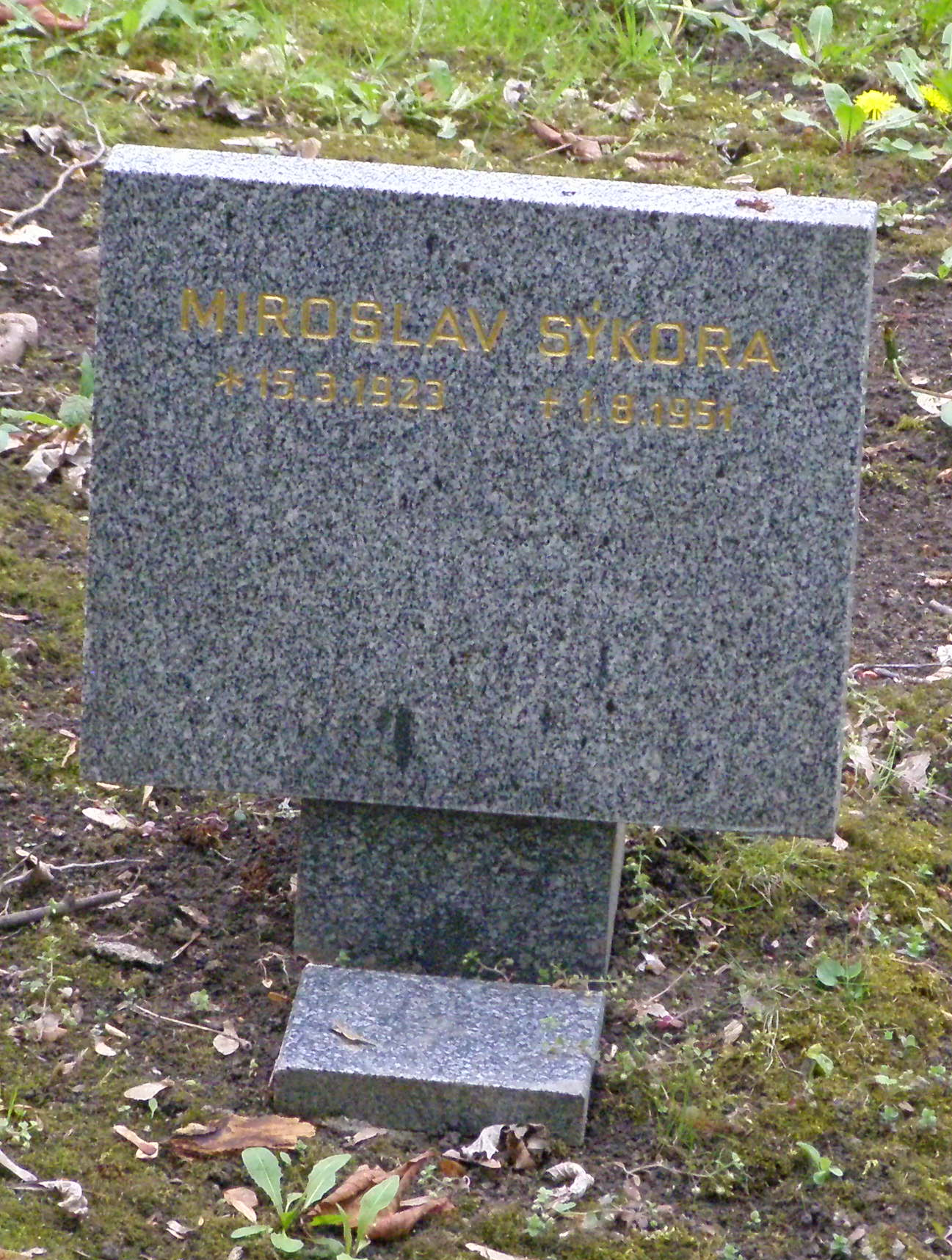
Symbolický hrob na Čestném pohřebišti popravených a umučených z padesátých let – třetí odboj v pražských Ďáblicích

Miroslav Sýkora (13. března 1923, Paskov – 1. srpna 1951, Ostrava) byl československý člen protikomunistického odboje.
Roku 1949 byl zatčen během akce Beskyd v souvislosti s činností v odbojové skupině Jana Buchala. Roku 1951 byl popraven za velezradu a vyzvědačství.

## Biografie

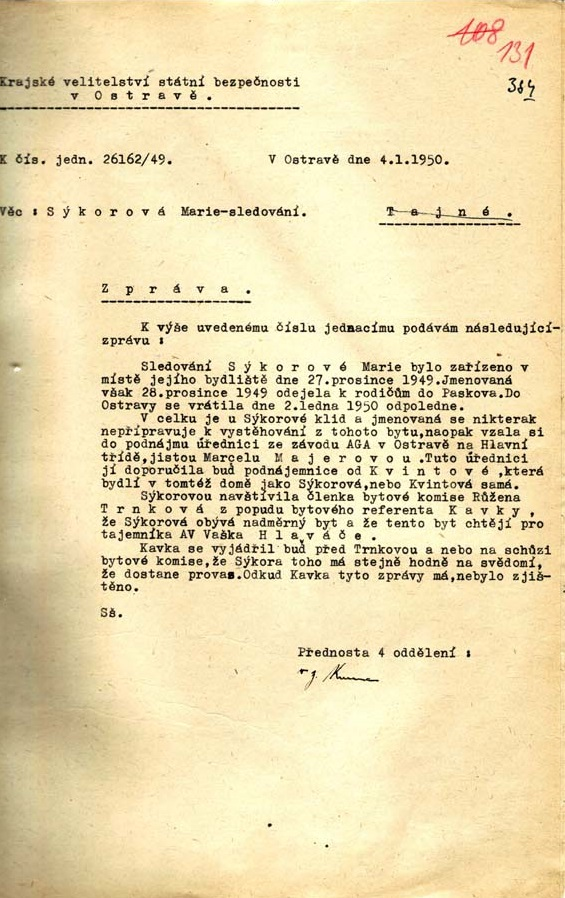
Svědectví o přístupu k podezřelému ve vyšetřovací vazbě: "... manželka se má připravit na vystěhování, neboť Miroslav Sýkora „dostane provaz“.

Miroslav Sýkora se narodil v roce 1923 v obci Paskov do rodiny podnikatelů. Jeho otec roku 1928 převzal vedení paskovské sodovkárny. Vystudoval reálné gymnázium v ostravském Přívozu, a poté obchodní akademii. Roku 1943 nastoupil jako účetní u firmy Šenovský a spol. v Ostravě. Postupně tuto funkci vykonával i u dalších firem.
Před válkou vstoupil do Národně socialistické strany, také byl členem Sokola. Roku 1944 se oženil. Od konce války veřejně kritizoval Komunistickou stranu Československa. Od téže doby byl několikrát udán ze styku s gestapem, ale vždy shledán nevinným.
Po převratu roku 1948 byl zkontaktován Janem Buchalem, aby se přidal k odboji. Sýkora pomohl utéci jedné rodině do Rakouska, čehož chtěl využít i Buchal. Tomu se to však nepodařilo. Sýkora se tak brzy přidal k Buchalově odbojové skupině a začal vyhledávat další možné odbojáře.
Od dubna 1949 však tuto organizaci infiltrovali agenti StB. Poté, co Buchal nevědomky předal plány protikomunistického puče do rukou agentů začala akce "Beskyd". Ve dnech 25. a 26. října 1949 proběhla vlna zatýkání, kdy bylo dvacet dva lidí z Buchalovy skupiny zatčeno.
Veřejný proces se konal ve dnech 24. až 27. července 1950 v Čapkově sokolovně v Ostravě. Cílem bylo demoralizovat možný odboj na Ostravsku, tudíž padly i tresty smrti za velezradu a vyzvědačství, a to čtyři. Takto odsouzenými byli Miroslav Sýkora, Miloš Morávek, Josef Polomský a Ladislav Ceé. Odsouzeným byl zabaven i veškerý majetek. Poprava byla provedena 1. srpna 1951.
Ostatky byly zpopelněny a uloženy do hromadného hrobu v Ostravě. Na Čestném pohřebišti v Ďáblickém hřbitově se nachází symbolický Sýkorův hrob. Tamní symbolické náhrobky odkazují na zemřelé politické vězně bez ohledu na jejich skutečné místo pohřbení.
Později byli zatčeni i jeho otec a bratr, ačkoliv s odbojem nespolupracovali. Funkcionáři režimu tak mohli legálně zabavit prosperující sodovkárnu.